# Канна (остров)
Ка́нна (англ. Canna, гэльск. Canaigh) — самый западный остров в группе островов Смолл-Айлс, архипелага Внутренних Гебридских островов. Расположен в западной части Шотландии, в округе Хайленд. Связан с соседним островом Сандей дорогой и отмелью во время отлива. Остров имеет размеры 7 км в длину и 1,5 км в ширину. Изолированные шхеры Хаскейр и Хумла расположены в 10 км к западу от острова.
Остров был передан Национальному фонду Шотландии его прежним владельцем, шотландским гэльским фольклористом и учёным Джоном Лорном Кэмпбеллом, в 1981 году и в настоящее время является фермой и охраняемой территорией. Канна-Хаус, одно из двух больших зданий на острове, содержит важный архив Джона Кэмбэлла с собранными им материалами о гэльской культуре, которые были переданы в дар нации вместе с островом. С этого времени фонд предпринимает усилия по привлечению новых жителей и гостей на остров.